# Phorbas glaberrimus
Phorbas glaberrimus är en svampdjursart som först beskrevs av Topsent 1917.  Phorbas glaberrimus ingår i släktet Phorbas och familjen Hymedesmiidae. Inga underarter finns listade i Catalogue of Life.